# Hrant Matevosyan

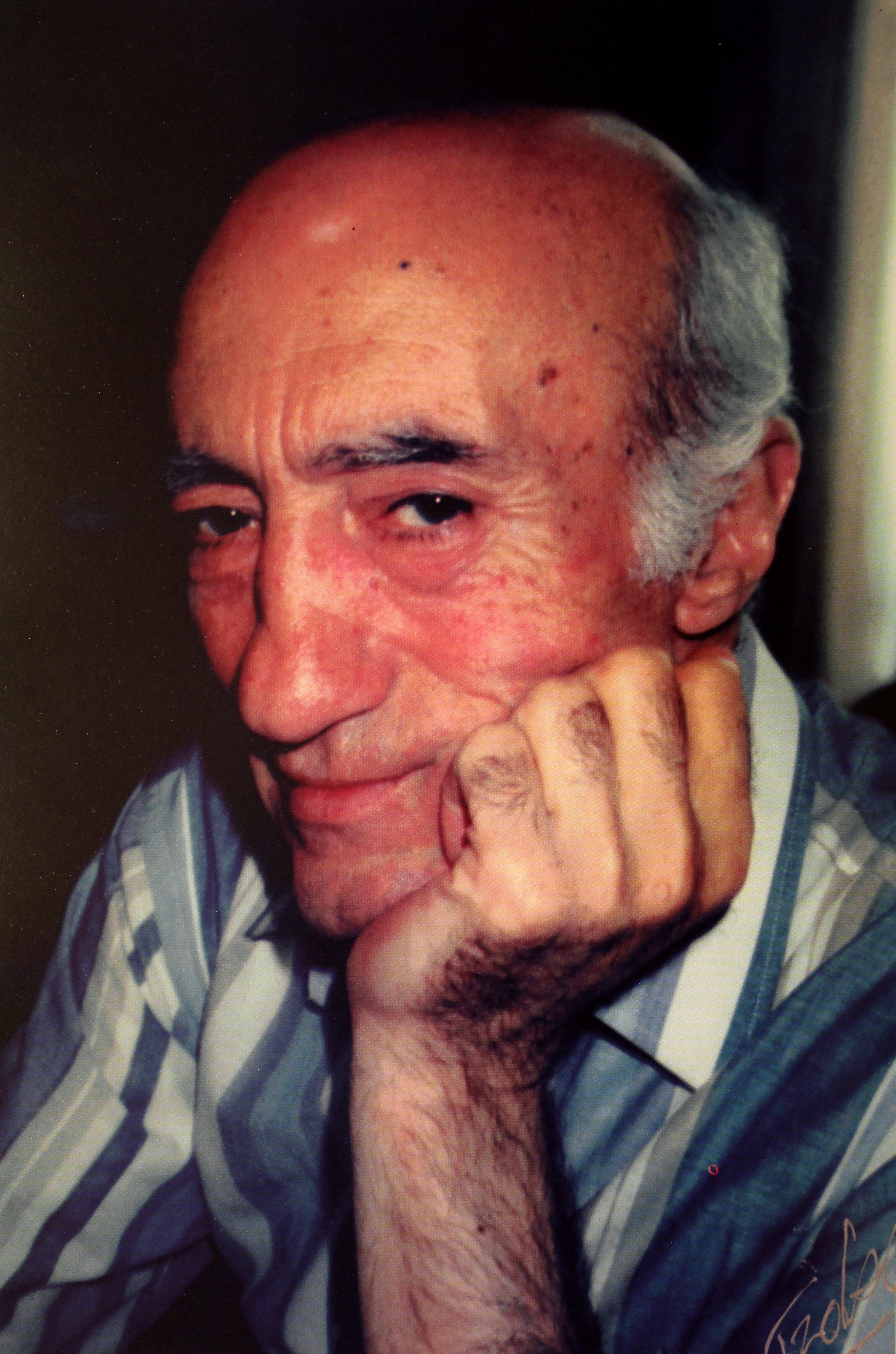
Hrant Matevosyan

Hrant Matevosyan (armenisch: Հրանտ Մաթևոսյան; * 12. Februar 1935 in Ahnidzor; † 19. Dezember 2002 in Jerewan) war ein armenischer Schriftsteller und Drehbuchautor. Zum Zeitpunkt seines Todes galt er als Armeniens „prominentester und versiertester zeitgenössischer Schriftsteller“.

## Werdegang
Hrant Matevosyan wurde im Dorf Ahnidzor in der armenischen Provinz Lori geboren. Er besuchte die Dorfschule und setzte dann seine Ausbildung an der Pädagogischen Universität von Kirovakan (heute Vanadzor) fort. 1952 zog er nach Jerewan, wo er in einer Druckerei arbeitete. Von 1958 bis 1962 studierte Matevosyan an der Armenischen Staatlichen Pädagogischen Universität und war zeitgleich Lektor bei der Zeitschrift „Sovetakan Grakanutyun“ (Sowjetische Literatur) und der Zeitung „Grakan Tert“ (Literarische Zeitung).
Matevosyan begann seine literarische Karriere 1961 mit einem Aufsatz mit dem Titel „Ahnidzor“. 1966 und 1967 besuchte er in Moskau einen Kurs für Drehbuchautoren. Seine erste Geschichten-Sammlung „Ogostos“ (August) wurde 1967 veröffentlicht. Von 1995 bis 2000 leitete er die Schriftstellervereinigung Armeniens. Seine literarischen Stücke wurden in rund 40 Sprachen übersetzt, darunter Russisch, Englisch, Französisch, Deutsch, Litauisch, Estnisch und Georgisch. 2001 wurde ihm die Ehrenbürgerschaft der Stadt Jerewan verliehen.
Matevosyan starb am 12. Dezember 2002 im Alter von 67 Jahren. Er wurde im Komitas Pantheon im Stadtzentrum von Eriwan beigesetzt.

## Privates
Er hatte zwei Kinder, einen Sohn und eine Tochter.

## Werk (Auswahl)
Kurzgeschichten
- 1962: We and Our Mountains (short story)
- 1974: Carriage Horses
- 1982: Tashkent
- 1973: Autumn Sun
- The Master
- Along the Edge (nicht fertiggestellt)
- Buffalo
- The Country's Nerve

Geschichten
- 1967: August
- 1967: Orange Pony
- 1967: Mesrop
- 1968: Buffalo
- 1987: Trees

Artikel und Essays
- Metsamor
- In Front of White Paper
- It's Me

Drehbücher
- 1969: We and Our Mountains (Film)
- 1969: The Poor’s Honour (Film)
- 1975: This Green, Red World (Film)
- 1977: Autumn Sun (Film)
- 1977: August
- 1979: Aramayis Yerznkyan (Film)
- 1983: Neutral Zone (Theater)
- 1984: The Master (Film)
- 1992: National Army (Film)

## Ehrungen
- 1967: „Дружба народов“ (Friendship of Nations) Auszeichnung der Zeitschrift
- 1984: Staatspreis der UdSSR für Literatur
- 1984: Staatspreis der UdSSR für Literatur
- 1996: Orden des Heiligen Mesrop Maschtoz